# ローゼル郡区 (アイオワ州キャロル郡)
ローゼル郡区は、アメリカ合衆国、アイオワ州、キャロル郡にある16の郡区の一つである。2000年の国勢調査で、人口は670人だった。

## 地理
ローゼル郡区は、91.1平方キロメートル（35.19平方マイル)で、Halburが含まれる。アメリカ地質調査所によると、この郡区はHoly AngelsとSaint Augustineの2つの霊園が含まれる。